# Miroslav Tirš
Miroslav Tirš (чеш. Miroslav Tyrš), bio je češki doktor filozofije, osnivač sokolskog pokreta.  Rođen je 17. septembra 1832. godine u Dječinu današnja Češka Republika, a preminuo je 8. avgusta 1884. u Ecu, u Tirolu. 

## Život
Bio je sin nemačkog lekara. Već u detinjstvu je izgubio roditelje, tako da je odrastao kod čeških rođaka u Mladoj Boleslavi. Završio je gimnaziju u Pragu a onda i Filozofski fakultet – prirodne nauke, filozofiju i estetiku. 1860. je postao doktor filozofije i profesor univerziteta u Pragu. Nekoliko puta je biran za narodnog poslanika, ali je sa grupom opozicionih poslanika odbio da učestvuje u radu skupština. 

## Osnivanje Sokolskog pokreta
Pošto je u detinjstvu bio slabog zdravlja, lekari su mu preporučili da se bavi fizičkim vežbama. Tako se rodila njegova ljubav prema vežbanju i zdravom životu. Bavio se pitanjima telesnog i estetskog vežbanja. Pokretač je i osnivač sokolstva. Prvo Sokolsko društvo osnovao je u Pragu 16. februara 1862. Kao sledbenik češkog pedagoga Jana Komenskog (1592 — 1670) u sokolski sistem je uneo ritmičke i simbilčke kao i masovne vežbe (vežbač je često bio podređen vežbi, a ne vežba potrebi organizma). 

## Tiršova Organizacija u Kraljevini Jugoslaviji
Tiršov sistem vežbanja prihvatila su i jugoslovenska gimnastička društva. Taj sistem bio je i u programu gimnastike u školama Jugoslavije od 1920. do 1941. godine. 
Soko Kraljevine Jugoslavije je bila jedinstvena viteška organizacija čiji je cilj bio fizičko i moralno vaspitanje jugoslovenskih državljana. Osnovan je početkom decembra 1929. Cilj Sokola je bio da podiže telesno zdrave, moralno jake i nacionalno svesne državljane Kraljevine Jugoslavije, a sve to uporednim vaspitanjem tela i duše po odomaćenom Tiršovom sokolskom sistemu.

## Galerija
- Portret Miroslava Tirša, rad Jana Vilimeka
- Portret Miroslava Tirša, rad Františeka Ženíšeka
- Statua Miroslava Tirša, delo Ladislava Salouna